# 문관석

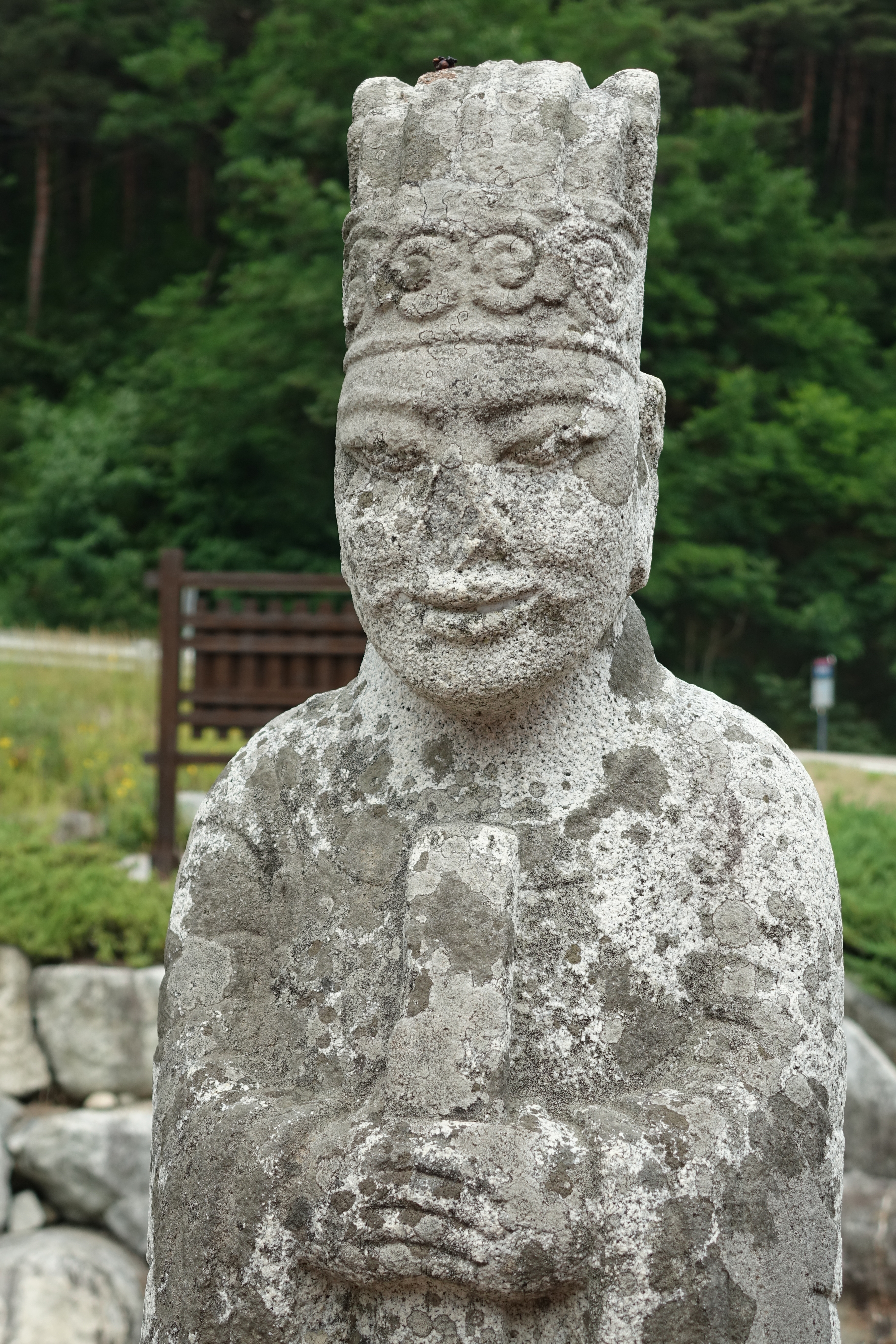
2016년 6월 10일 대관령박물관

문관석은 조선시대 무덤 앞에 세웠던 문신의 석상으로 양반을 상징하며 금관에 2줄의 이량관을 쓰고, 손에는 홀을 잡고 있으며, 뒷면에는 후수가 조각되어 있다. 무관(인)석과 반대되는 개념으로 문인석·문관석 등으로 불린다. 문관석은 보통 사대부 이상의 높은 신분을 가진 자가 죽었을 경우 무덤을 조성하면서 세우는데, 위치는 봉분 앞에 제물 밑 향로를 올려놓을 수 있는 석상(石床)이 놓이고, 그 앞쪽으로 장명등(長明燈)이 위치한다. 이 장명등 좌우로 1쌍의 문관석이 놓인다. 이 문관석 앞쪽으로 무관석 1쌍이 놓인다. 4량관이라면 문관석의 머리에 쓴 관(冠) 정면의 주름 개수가 4개라는 것을 말하는 것이다. 이것은 그 관(冠)을 쓴 사람의 직위를 뜻하는 것으로, 최고의 등급으로는 5량관이다. 보통 문·무관석은 왕릉 및 원(園)에서 흔히 볼 수 있는데, 이는 죽은이를 사후에 계속 보필하려는 의미를 담고 있다. 따라서 고대국가에서 시행하였던 순장(殉葬)에서 유래한 것으로 생각할 수 있다.